# Надгробие Павла Сапеги
Надгробие Павла Сапеги и его жён — скульптурное надгробие подканцлера литовского Павла Сапеги и его жён из францисканского костёла в Гольшанах (ныне Гродненская область Белоруссии). Сегодня надгробие хранится и экспонируется в Музее древнебелорусской культуры в Минске.

## Описание

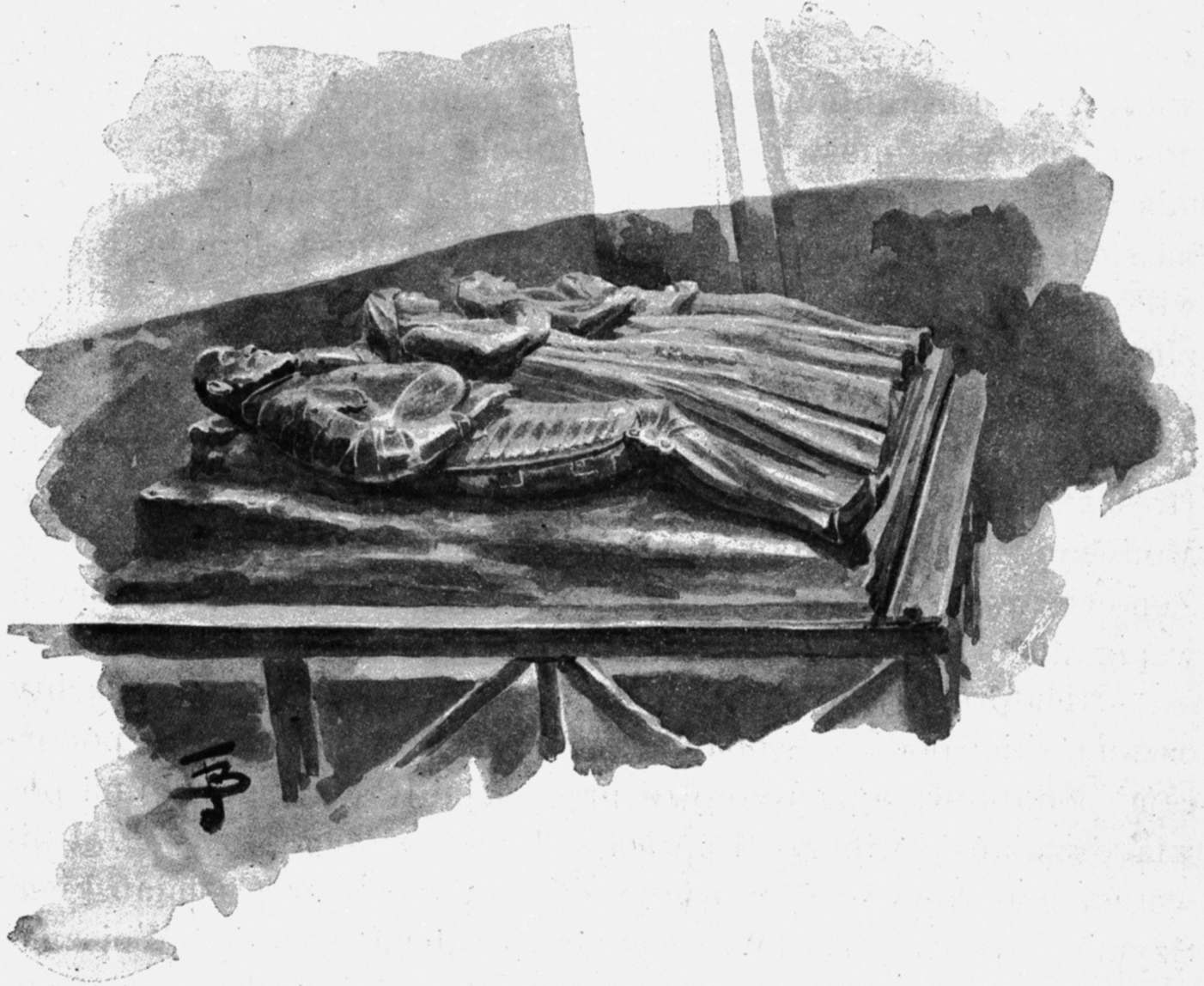
Надгробие во францисканском костёле. 1897 г.

Надгробие выполнено не ранее 1635 года (год смерти Сапеги). Оно располагалось в одной из боковых часовен францисканского костёла, откуда в дальнейшем было перемещено в музей.
На сегодняшний день от надгробия сохранились четыре плиты с выполненными в технике высокого рельефа изображениями Сапеги и трёх его последовательно сменявшихся жён. Все четыре фигуры изображены лежащими. На Сапеге — доспехи, в руках у жён — молитвенники. Лица фигур исполнены спокойствия. Художественно исполнение всех четырёх скульптур отличается мастерством, и выдаёт руку опытного, хотя и неизвестного по имени, мастера, хорошо знакомого с возможностями мрамора, как материала.
Существует предположение, что в первоначальном виде надгробие имело сложную форму по аналогии с надгробием Льва Сапеги. Однако, уже на изображениях конца XIX века сохранность надгробия близка к современной, поэтому вопрос о том, составляли ли скульптуры когда-нибудь сложную композицию вертикального типа, или фигуры изначально были размещены в ряд горизонтально, остаётся прояснённым не до конца.

## Галерея

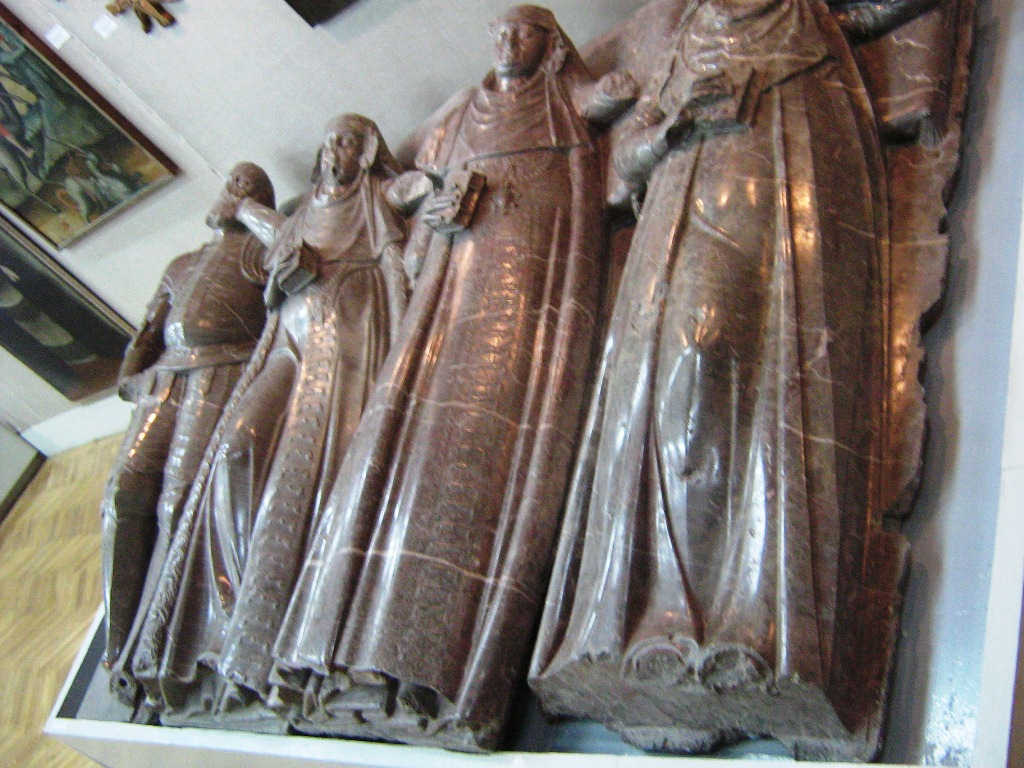
Надгробие Павла Сапеги и его жён
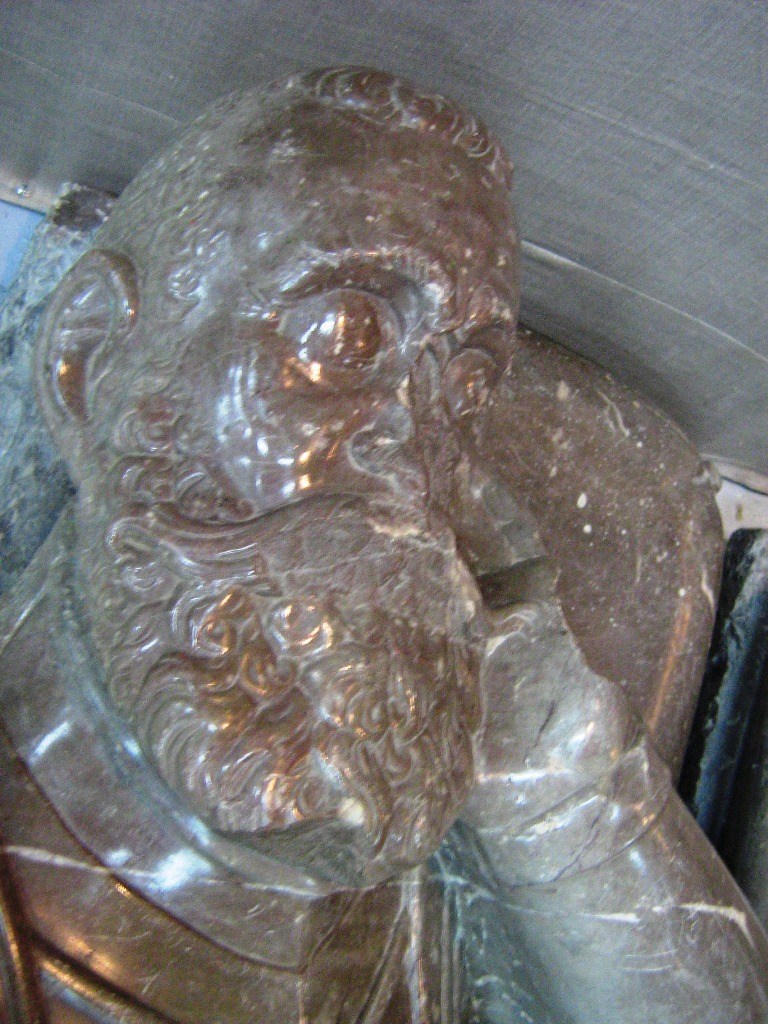
Лица  Павла Сапеги
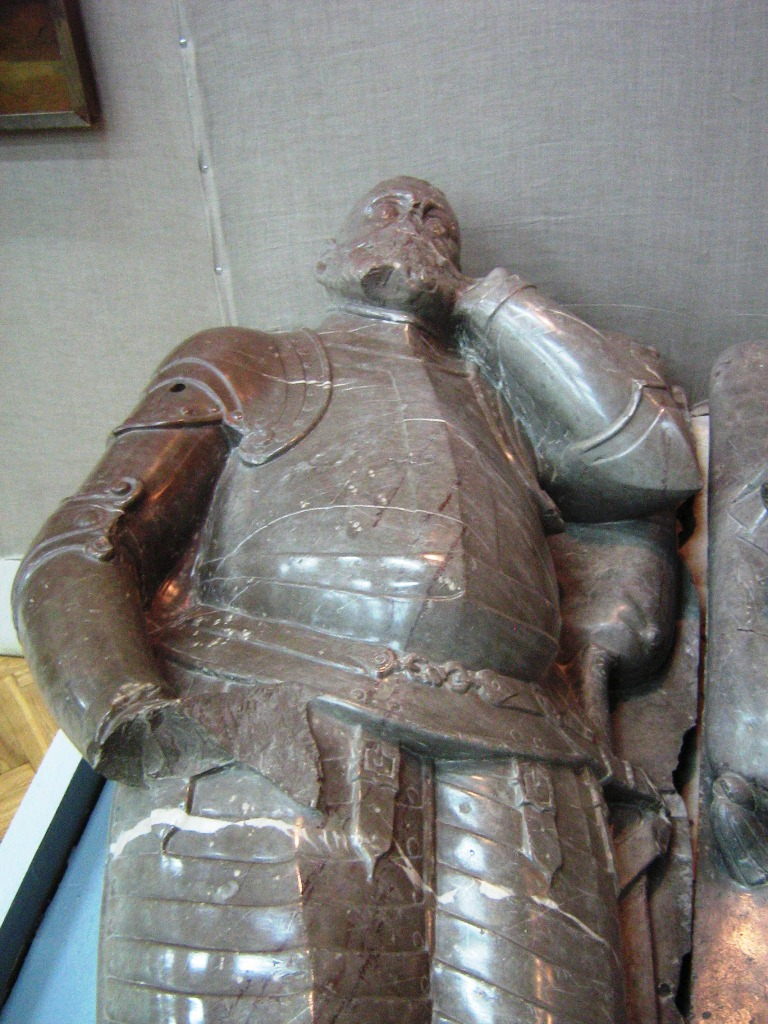
Фигура Павла Сапеги
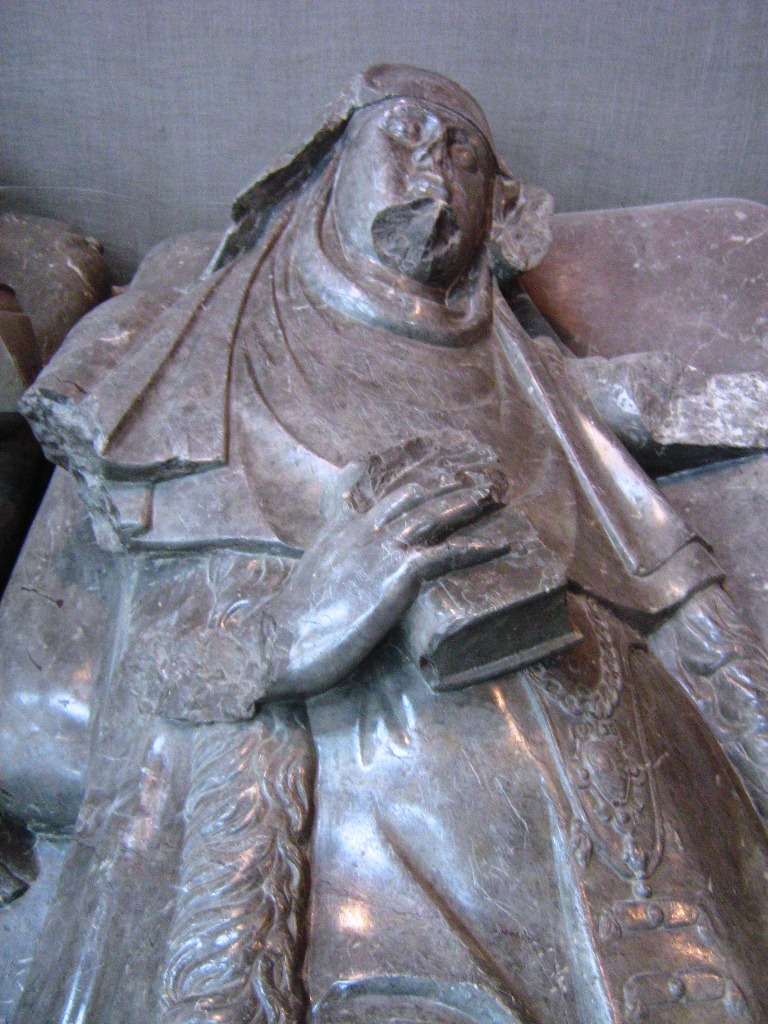
Одна из жён с молитвенником